# Stipa
Stipa là một chi thực vật có hoa trong họ Hòa thảo (Poaceae).

## Loài
Chi Stipa gồm các loài: